# Énergie aux Philippines
Le secteur de l'énergie aux Philippines est importateur net (48 % des besoins en 2021) malgré le faible niveau de sa consommation d'énergie comparé à celui de ses voisins d'Asie du Sud-Est.
La production d'énergie primaire aux Philippines comprend des volumes très modestes de pétrole (2,3 % de la consommation du pays en 2021) et un peu plus importants de gaz naturel, consommé dans le pays, et de charbon (39 % de la consommation du pays). Les énergies renouvelables assurent 22,4 % de la production d'électricité en 2021 grâce à la géothermie et à l'hydroélectricité.
La consommation d'énergie primaire par habitant aux Philippines était en 2021 égale à 50 % de la moyenne mondiale, à 36 % de celle de la Chine et à 30 % de celle du Japon ; elle se répartissait en 65,5 % d'énergies fossiles (surtout charbon : 31 % et pétrole : 30 %) et 34,5 % d'énergies renouvelables (surtout géothermie : 15,4 % et biomasse : 17,8 %).
L'électricité représentait 21,4 % de la consommation finale d'énergie en 2021. La production d'électricité se répartissait en 2021 en 77,6 % d'énergies fossiles (charbon : 58,5 %, gaz naturel : 17,6 %, pétrole : 1,5 %) et 22,4 % d'énergies renouvelables (hydroélectricité : 8,7 %, géothermie : 10,1 %, solaire : 1,4 %, éolien : 1,2 %, biomasse : 1,1 %). Les Philippines sont en 2021 le 4e producteur mondial d'électricité géothermique avec 11,2 % du total mondial, derrière les États-Unis, l'Indonésie et la Turquie.
Les émissions de CO2 par habitant liées à l'énergie aux Philippines étaient en 2021 inférieures de 73 % à la moyenne mondiale et de 85 % à celles de la Chine et du Japon.

## Vue d'ensemble
| Principaux indicateurs de l'énergie aux Philippines                                                                                               | Principaux indicateurs de l'énergie aux Philippines | Principaux indicateurs de l'énergie aux Philippines | Principaux indicateurs de l'énergie aux Philippines | Principaux indicateurs de l'énergie aux Philippines | Principaux indicateurs de l'énergie aux Philippines | Principaux indicateurs de l'énergie aux Philippines |
| --- | --------------------------------------------------- | --------------------------------------------------- | --------------------------------------------------- | --------------------------------------------------- | --------------------------------------------------- | --------------------------------------------------- |
| | Population                                          | Consom. énergie primaire                            | Production                                          | Importation nette                                   | Consom. élect.*                                     | Émissions GES**                                     |
| Année | Million                                             | PJ                                                  | PJ                                                  | PJ                                                  | TWh                                                 | Mt CO2éq                                            |
| 1990 | 61,95                                               | 1 116                                               | 692                                                 | 467                                                 | 22,35                                               | 40                                                  |
| 2000 | 77,96                                               | 1 625                                               | 795                                                 | 840                                                 | 38,95                                               | 69                                                  |
| 2010 | 94,64                                               | 1 740                                               | 1 060                                               | 742                                                 | 59,94                                               | 79                                                  |
| 2011 | 96,34                                               | 1 762                                               | 1 092                                               | 733                                                 | 61,50                                               | 80                                                  |
| 2012 | 98,03                                               | 1 835                                               | 1 115                                               | 787                                                 | 64,56                                               | 82                                                  |
| 2013 | 99,70                                               | 1 894                                               | 1 088                                               | 833                                                 | 67,53                                               | 91                                                  |
| 2014 | 101,33                                              | 2 023                                               | 1 145                                               | 887                                                 | 69,99                                               | 97                                                  |
| 2015 | 103,03                                              | 2 201                                               | 1 162                                               | 1 086                                               | 74,93                                               | 105                                                 |
| 2016 | 104,88                                              | 2 328                                               | 1 276                                               | 1 113                                               | 82,51                                               | 116                                                 |
| 2017 | 106,74                                              | 2 465                                               | 1 274                                               | 1 228                                               | 86,11                                               | 127                                                 |
| 2018 | 108,57                                              | 2 541                                               | 1 298                                               | 1 374                                               | 90,8                                                | 132                                                 |
| 2019 | 110,38                                              | 2 560                                               | 1 350                                               | 1 245                                               | 96,0                                                | 139                                                 |
| 2020 | 112,19                                              | 2 423                                               | 1 307                                               | 1 143                                               | 92,0                                                | 128                                                 |
| 2021 | 113,88                                              | 2 561                                               | 1 324                                               | 1 282                                               | 96,15                                               | 137                                                 |
| variation 1990-2021 | +84 %                                               | +129 %                                              | +91 %                                               | +175 %                                              | +330 %                                              | +242 %                                              |
| * consommation brute d'électricité = production+importations-exportations-pertes en ligne ** émissions de gaz à effet de serre liées à l'énergie. |                                                     |                                                     |                                                     |                                                     |                                                     |                                                     |

## Production d'énergie primaire
| Source                                                   | 1990 | %    | 2000 | %    | 2010  | %    | 2020  | %    | 2021  | % 2021 | var. 2021/1990 |
| Charbon                                                  | 26   | 3,8  | 27   | 3,4  | 147   | 13,9 | 286   | 21,9 | 310   | 23,4 % | +1085 %        |
| Pétrole                                                  | 10   | 1,4  | 2    | 0,3  | 41    | 3,9  | 21    | 1,6  | 18    | 1,4 %  | +85 %          |
| Gaz naturel                                              | 0    |      | 0,4  | 0,05 | 128   | 12,1 | 139   | 10,6 | 119   | 9,0 %  | ns             |
| Total fossiles                                           | 36   | 5,2  | 30   | 3,7  | 315   | 29,8 | 446   | 34,1 | 447   | 33,8 % | +1146 %        |
| Hydraulique                                              | 22   | 3,2  | 28   | 3,5  | 28    | 2,7  | 26    | 2,0  | 33    | 2,5 %  | +52 %          |
| Biomasse-déchets                                         | 438  | 63,2 | 319  | 40,1 | 359   | 33,8 | 439   | 33,6 | 449   | 33,9 % | +3 %           |
| Géothermie, solaire, éolien                              | 197  | 28,4 | 419  | 52,7 | 358   | 33,7 | 396   | 30,3 | 394   | 29,8 % | +100 %         |
| Total éner.renouv.                                       | 656  | 94,8 | 765  | 96,3 | 744   | 70,2 | 861   | 65,9 | 876   | 66,2 % | +34 %          |
| Total                                                    | 692  | 100  | 795  | 100  | 1 060 | 100  | 1 307 | 100  | 1 324 | 100 %  | +91 %          |
| Source des données : Agence internationale de l'énergie. |      |      |      |      |       |      |       |      |       |        |                |

La production locale couvre 51,7 % des besoins en 2021.

### Charbon
Les Philippines ont consommé 792 PJ de charbon en 2021, dont 310 PJ produit localement (39,2 %) et le reste importé ; 82 PJ ont été consommés directement par l'industrie et 702 PJ brûlés dans les centrales électriques (88,6 %). La production locale a été multipliée par 11,8 entre 1990 et 2021, et la consommation brute par 15.

### Pétrole
Les Philippines ont consommé 766 PJ de pétrole en 2021, dont 18 PJ produit localement (2,3 %) et le reste importé (167 PJ de pétrole brut et 642 PJ de produits pétroliers) ; 17 PJ ont été brûlés dans les centrales électriques (2,2 %) ; 742 PJ de produits pétroliers ont été consommés, dont 60 % dans les transports, 9 % dans l'industrie, 15 % dans le secteur tertiaire, 7 % dans le secteur résidentiel et 8 % dans les usages non-énergétiques (chimie). La production locale a progressé de 85 % entre 1990 et 2021, et la consommation brute de 88 %.
En 2013, la production totale de pétrole a été de 26 000 barils par jour (bl/j) alors que le pays a consommé 299 000 bl/j. En mai 2014, le gouvernement a mis aux enchères onze blocs de pétrole et de gaz dans le bassin de Palawan et les zones voisines, y compris un bloc dans la mer de Chine méridionale, selon Reuters. Cet appel d'offres d'exploration pourrait accroître la production de pétrole à 39 000 bl/j d'ici 2019. Deux des blocs sont situés près des îles Spratleys, dont une partie sont revendiquées par les Philippines, et qui sont des zones affectées d'un litige territorial avec la Chine. Selon les estimations de l'EIA, la mer de Chine méridionale contiendrait environ 11 milliards de barils de pétrole et 5 400 milliards de m3 de gaz naturel de réserves prouvées et probables.
Les Philippines importaient environ 270 000 bl/j de pétrole brut et de produits pétroliers en 2013 ; 35 % de leurs importations de brut provenaient d'Arabie saoudite et de Russie. Les Philippines possèdent une capacité de raffinage de 290 000 bl/j. Shell Philippines, filiale de Shell, et Otto Energy jouent un rôle significatif dans le secteur amont, tandis que Petron Corporation exploite la plus grande raffinerie du pays, fournissant près de 40 % des besoins du pays.

### Gaz naturel
Les Philippines ont consommé 119 PJ de gaz naturel en 2021, produit localement à 100 % ; 114 PJ ont été brûlés dans les centrales électriques (95,6 %) et le reste a été utilisé pour les besoins de l'industrie énergétique.
La production de gaz naturel sec a été de 2 800 millions de m3 en 2012, en baisse continue depuis 2008, entièrement consommé localement. Le projet d'exploitation de gaz naturel en eau profonde pour production d'électricité de Malampaya est l'un des plus grands projets énergétiques étrangers dans le pays ; géré par Shell en coentreprise avec Chevron et la PNOC Exploration Corporation, une filiale de l'entreprise publique Philippine National Oil Company (PNOC). Malampaya couvre 30 % des besoins d'électricité du pays.

## Consommation d'énergie primaire

Consommation d'énergie par source aux Philippines : pétrole, charbon, gaz, hydroélectrique, éolienne, solaire, autre renouvelable. Source : Our World in Data.

La consommation d'énergie primaire par habitant était, selon l'Energy Institute, de 18,2 GJ aux Philippines en 2022, inférieure de 76 % à la moyenne mondiale : 75,7 GJ, de 84 % à celle de la Chine : 111,8 GJ, de 86 % à celle de la France : 129,8 GJ, de 87 % à celle du Japon : 143,9 GJ, et de 94 % à celle des États-Unis : 283,5 GJ.
Selon l'Agence internationale de l'énergie, dont les conventions sont différentes, elle était de 22,5 GJ en 2021, inférieure de 50 % à la moyenne mondiale : 44,7 GJ, de 64 % à celle de la Chine : 63,1 GJ, de 70 % à celle du Japon : 76,05 GJ, de 73 % à celle de la France : 82,4 GJ et de 85 % à celle des États-Unis : 154,5 GJ.
| Source                                                   | 1990  | %    | 2000  | %    | 2010  | %    | 2020  | %    | 2021  | % 2021 | var. 2021/1990 |
| Charbon                                                  | 53    | 4,7  | 194   | 11,9 | 294   | 16,9 | 726   | 30,0 | 792   | 30,9 % | +1405 %        |
| Pétrole                                                  | 407   | 36,5 | 666   | 41,0 | 569   | 32,7 | 689   | 28,4 | 766   | 29,9 % | +88 %          |
| Gaz naturel                                              | 0     |      | 0,4   | 0,02 | 128   | 7,3  | 139   | 5,7  | 119   | 4,6 %  | ns             |
| Total fossiles                                           | 460   | 41,2 | 860   | 52,9 | 991   | 57,0 | 1 553 | 64,1 | 1 677 | 65,5 % | +265 %         |
| Hydraulique                                              | 22    | 2,0  | 28    | 1,7  | 28    | 1,6  | 26    | 1,1  | 33    | 1,3 %  | +52 %          |
| Biomasse-déchets                                         | 438   | 39,2 | 319   | 19,6 | 363   | 20,9 | 448   | 18,5 | 457   | 17,8 % | +4 %           |
| Géothermie, solaire, éolien                              | 197   | 17,6 | 419   | 25,8 | 358   | 20,6 | 396   | 16,3 | 394   | 15,4 % | +100 %         |
| Total EnR                                                | 656   | 58,8 | 765   | 47,1 | 749   | 43,0 | 869   | 35,9 | 884   | 34,5 % | +35 %          |
| Total                                                    | 1 116 | 100  | 1 625 | 100  | 1 740 | 100  | 2 423 | 100  | 2 561 | 100 %  | +129 %         |
| Source des données : Agence internationale de l'énergie. |       |      |       |      |       |      |       |      |       |        |                |

La consommation de charbon des Philippines en 2022 est estimée par l'Energy Institute à 0,84 EJ, en hausse de 5,9 % en 2022 et de 147 % depuis 2012, soit 0,5 % du total mondial, loin derrière la Chine (54,8 %), l'Inde (12,4 %), les États-Unis (6,1 %) et le Japon (3 %).
La consommation de pétrole des Philippines en 2022 est estimée par l'Energy Institute à 0,89 EJ, en hausse de 10,3 % en 2022 et de 46 % depuis 2012, soit 0,5 % du total mondial, loin derrière les États-Unis (19 %), la Chine (15 %), l'Inde (5,3 %) et le Japon (3,5 %).
La consommation de gaz naturel des Philippines en 2022 est estimée par l'Energy Institute à 3,1 Gm3, soit 0,11 EJ (exajoules), en recul de 4 % en 2022 et de 27 % depuis le pic atteint en 2019 à 0,15 EJ.

## Consommation finale d'énergie
La consommation finale d'énergie aux Philippines (après raffinage, transformation en électricité, transport, etc) a évolué comme suit :
| Source                                                   | 1990 | %    | 2000 | %    | 2010  | %    | 2020  | %    | 2021  | % 2021 | var. 2021/1990 |
| Charbon                                                  | 29   | 3,7  | 35   | 3,6  | 81    | 7,7  | 68    | 5,0  | 91    | 6,2 %  | +210 %         |
| Produits pétroliers                                      | 340  | 42,6 | 537  | 55,3 | 480   | 45,7 | 672   | 49,5 | 742   | 50,5 % | +118 %         |
| Gaz naturel                                              | 0    |      | 0    |      | 3     | 0,3  | 2     | 0,1  | 0,01  | ε      | ns             |
| Biomasse-déchets                                         | 352  | 44,1 | 267  | 27,5 | 288   | 27,4 | 316   | 23,3 | 322   | 21,9 % | -9 %           |
| Électricité                                              | 76   | 9,6  | 132  | 13,6 | 199   | 18,9 | 300   | 22,1 | 315   | 21,4 % | +312 %         |
| Total                                                    | 797  | 100  | 971  | 100  | 1 051 | 100  | 1 358 | 100  | 1 469 | 100 %  | +84 %          |
| Source des données : Agence internationale de l'énergie. |      |      |      |      |       |      |       |      |       |        |                |

| Filière                                                  | 1990 | %    | 2000 | %    | 2010  | %    | 2020  | %    | 2021  | % 2021 | var. 2021/1990 |
| Industrie                                                | 174  | 21,8 | 191  | 19,7 | 249   | 23,7 | 259   | 19,1 | 285   | 19,4 % | +64 %          |
| Transport                                                | 190  | 23,8 | 348  | 35,8 | 337   | 32,0 | 413   | 30,4 | 462   | 31,4 % | +144 %         |
| Résidentiel                                              | 370  | 46,4 | 331  | 34,0 | 330   | 31,4 | 420   | 30,9 | 426   | 29,0 % | +15 %          |
| Tertiaire                                                | 34   | 4,2  | 69   | 7,2  | 112   | 10,6 | 193   | 14,2 | 203   | 13,8 % | +503 %         |
| Agriculture                                              | 5    | 0,6  | 4    | 0,4  | 6     | 0,5  | 11    | 0,8  | 17    | 1,1 %  | +256 %         |
| Pêche                                                    | 9    | 1,2  | 11   | 1,2  | 9     | 0,8  | 7     | 0,5  | 7     | 0,5 %  | -26 %          |
| Usages non énergétiques (chimie)                         | 17   | 2,1  | 17   | 1,8  | 9     | 0,9  | 54    | 4,0  | 69    | 4,7 %  | +312 %         |
| Total                                                    | 797  | 100  | 971  | 100  | 1 051 | 100  | 1 358 | 100  | 1 469 | 100 %  | +84 %          |
| Source des données : Agence internationale de l'énergie. |      |      |      |      |       |      |       |      |       |        |                |

## Secteur de l'électricité

### Production d'électricité
En 2022, selon les estimations de l'Energy Institute, les Philippines ont produit 114,4 TWh d'électricité, soit 0,4 % de la production mondiale, loin derrière la Chine (30,4 %), les États-Unis (15,6 %), l'Inde (6,4 %) et le Japon (3,5 %). Cette production a progressé de 4,8 % en 2022 et de 57 % depuis 2012. La production d'électricité éolienne est estimée à 1,1 TWh (1,0 %), celle du solaire à 1,8 TWh (1,6 %) et celle tirée des autres renouvelables (géothermie, biomasse et déchets) à 12,6 TWh (11 %).
| Source                                                    | 1990  | %    | 2000 | %    | 2010 | %    | 2020   | %    | 2021   | % 2021 | var. 2021/1990 |
| Charbon                                                   | 1,93  | 7,3  | 16,7 | 36,8 | 23,3 | 34,4 | 58,18  | 57,2 | 62,05  | 58,5 % | +3108 %        |
| Pétrole                                                   | 12,43 | 47,2 | 9,2  | 20,3 | 7,1  | 10,5 | 2,47   | 2,4  | 1,62   | 1,5 %  | -87 %          |
| Gaz naturel                                               | 0     |      | 0,02 | 0,04 | 19,5 | 28,8 | 19,50  | 19,2 | 18,67  | 17,6 % | ns             |
| Sous-total fossiles                                       | 14,37 | 54,6 | 25,9 | 57,1 | 49,9 | 73,7 | 80,14  | 78,8 | 82,34  | 77,6 % | +473 %         |
| Hydraulique                                               | 6,06  | 23,0 | 7,8  | 17,2 | 7,8  | 11,5 | 7,19   | 7,1  | 9,18   | 8,7 %  | +52 %          |
| Géothermie                                                | 5,47  | 20,8 | 11,6 | 25,7 | 9,9  | 14,7 | 10,76  | 10,6 | 10,68  | 10,1 % | +95 %          |
| Biomasse-déchets                                          | 0,43  | 1,6  | 0    |      | 0,03 | 0,04 | 1,26   | 1,2  | 1,16   | 1,1 %  | +170 %         |
| Éolien                                                    | 0     |      | 0    |      | 0,06 | 0,09 | 1,03   | 1,0  | 1,27   | 1,2 %  | ns             |
| Solaire                                                   | 0     |      | 0    |      |      |      | 1,37   | 1,3  | 1,47   | 1,4 %  | ns             |
| Sous-total EnR                                            | 11,96 | 45,4 | 19,4 | 42,9 | 17,8 | 26,3 | 21,61  | 21,2 | 23,77  | 22,4 % | +99 %          |
| Total                                                     | 26,33 | 100  | 45,3 | 100  | 67,7 | 100  | 101,75 | 100  | 106,11 | 100 %  | +303 %         |
| Sources des données : Agence internationale de l'énergie. |       |      |      |      |      |      |        |      |        |        |                |

La répartition entre régions de la production 2013 était :
- Luçon : 54,82 TWh (72,8 %)
- Visayas : 11,10 TWh (14,7 %)
- Mindanao : 9,35 TWh (12,4 %).

### Composition du parc de centrales électriques
Le parc de production électrique des Philippines avaient une puissance totale de 16,2 gigawatts (GW) fin 2011 et le gouvernement projette d'y ajouter 11,4 GW d'ici 2030 selon le Philippine Energy Plan du Department of Energy philippin. La puissance installée des centrales hydroélectriques aux Philippines atteignait 3,5 GW et celle des centrales géothermiques 1,8 GW en 2012.
À la fin 2013, les Philippines disposaient de 17 325 MW installés (générateurs connectés au réseau), dont 15 371 MW effectivement disponibles ; la répartition par source d'énergie et par réseau était la suivante :
|                                                                        | Puissance (MW) | Puissance (MW) | Part (%)  | Part (%)   | Pointe de    |
| Source                                                                 | installée      | disponible     | installée | disponible | demande (MW) |
| Charbon                                                                | 5 568          | 5 206          | 32,1      | 33,9       |              |
| Pétrole                                                                | 3 353          | 2 846          | 19,4      | 18,5       |              |
| Gaz naturel                                                            | 2 862          | 2 760          | 16,6      | 18,0       |              |
| Hydro                                                                  | 3 521          | 2 983          | 20,3      | 19,4       |              |
| Géothermie                                                             | 1 868          | 1 482          | 10,8      | 9,6        |              |
| Éolien                                                                 | 33             | 17             | 0,19      | 0,11       |              |
| Solaire                                                                | 1              | 0              | 0,01      | 0          |              |
| Biomasse                                                               | 119            | 76             | 0,68      | 0,50       |              |
| Total                                                                  | 17 325         | 15 371         | 100       | 100        |              |
| Répartition par réseau :                                               |                |                |           |            |              |
| Luzon                                                                  | 12 790         | 11 519         | 73,8      | 74,9       | 8 305        |
| Visayas                                                                | 2 448          | 2 103          | 14,1      | 13,7       | 1 572        |
| Mindanao                                                               | 2 087          | 1 749          | 12,1      | 11,4       | 1 415        |
| Source des données : Department of Energy, Republic of the Philippines |                |                |           |            |              |

L'évolution de la puissance installée a été très rapide :
| Source                                                                 | 1991  | %    | 2000   | %    | 2010   | %    | 2011   | 2012   | 2013   | % 2013 | var. 2013/1991 |
| Charbon                                                                | 405   | 6,0  | 3 963  | 30,1 | 4 867  | 29,8 | 4 917  | 5 568  | 5 568  | 32,1   | x 13,75        |
| Pétrole                                                                | 3 341 | 49,2 | 4 987  | 37,8 | 3 193  | 19,5 | 2 994  | 3 074  | 3 353  | 19,4   | +0,4 %         |
| Gaz naturel                                                            |       |      | 3      | ns   | 2 861  | 17,5 | 2 861  | 2 862  | 2 862  | 16,5   | ns             |
| Hydro                                                                  | 2 155 | 31,7 | 2 301  | 17,5 | 3 400  | 20,8 | 3 491  | 3 521  | 3 521  | 20,3   | +63 %          |
| Géothermie                                                             | 888   | 13,1 | 1 931  | 14,6 | 1 966  | 12,0 | 1 783  | 1 848  | 1 868  | 10,8   | +110 %         |
| Autres EnR                                                             |       |      |        |      | 73     | 0,4  | 117    | 153    | 153    | 0,9    | ns             |
| Total                                                                  | 6 789 | 100  | 13 185 | 100  | 16 359 | 100  | 16 162 | 17 025 | 17 325 | 100    | +155 %         |
| Source des données : Department of Energy, Republic of the Philippines |       |      |        |      |        |      |        |        |        |        |                |

### Politique énergétique
Le Plan énergétique philippin (PEP) fixe un objectif de 35 % de sources renouvelables dans le mix électrique en 2030 et 50 % en 2040.

### Centrales thermiques classiques

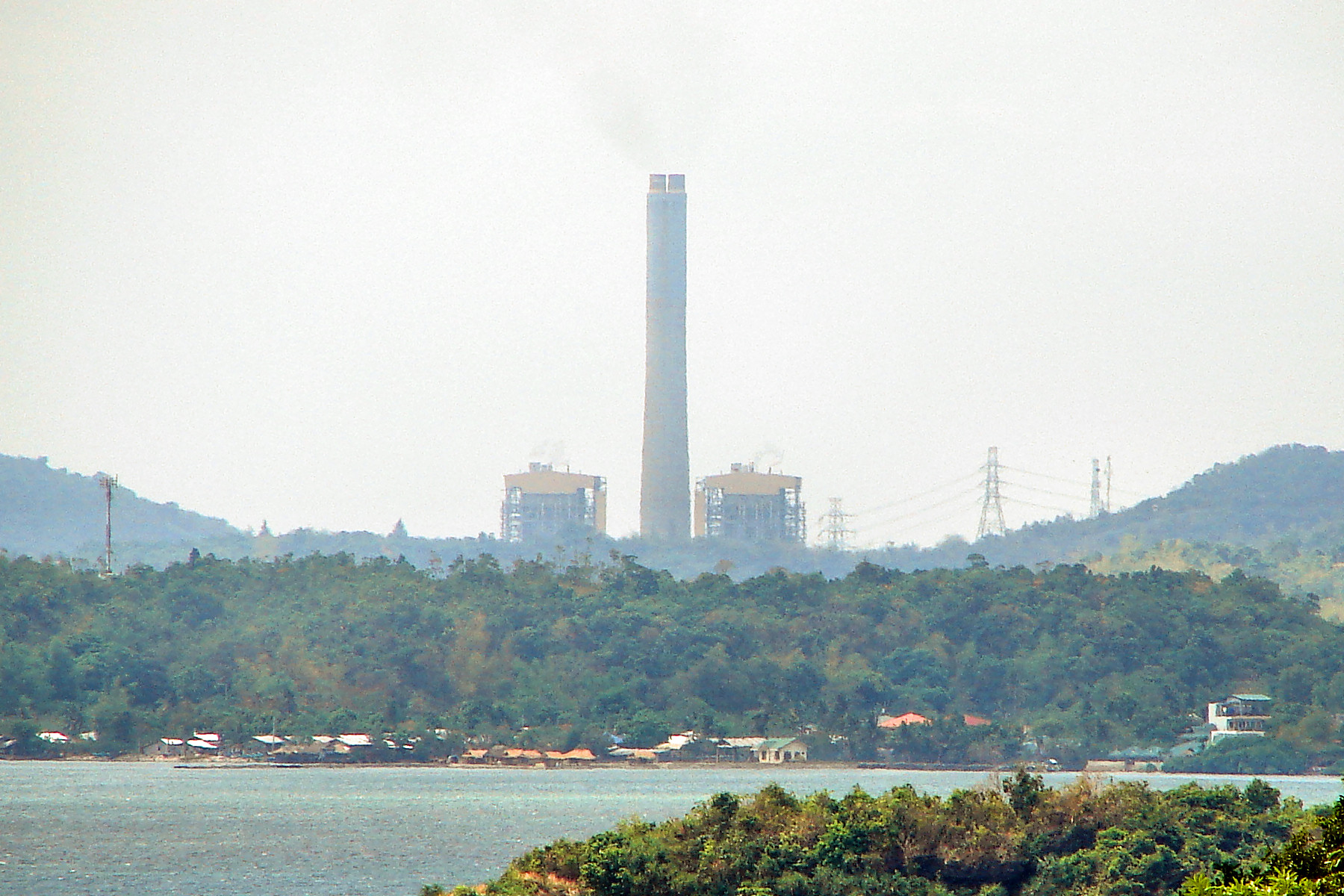
Centrale charbon de Sual, Pangasinan, 2012.

| Centrale        | Puissance (MW) | Combustible       | Mise en service | Localité         | Province          | Propriétaire                      |
| Sual            | 1294           | charbon           | 1999            | Sual             | Pangasinan, Luçon | TeaM Energy Corporation,          |
| Pagbilao        | 764            | charbon           | 1996            | Pagbilao         | Quezon, Luçon     | TeaM Energy Corporation,          |
| Mariveles       | 651,6          | charbon           | 2013            | Mariveles        | Bataan, Luçon     | GN Power Mariveles Coal Plant Ltd |
| Masinloc        | 600            | charbon           | 1998-99         | Masinloc         | Zambales, Luçon   | Masinloc Power Partners Co Ltd,   |
| Calaca          | 600            | charbon           | 1984, 1995      | Calaca           | Batangas, Luçon   | SEM Calaca Power Corp,.           |
| Quezon Power    | 511            | charbon           | 2000            | Mauban           | Quezon, Luçon     | Quezon Power Ltd,                 |
| Malaya          | 650            | pétrole           | 1995            | Rizal            | Cagayan, Luçon    | NPC/KEPCO Philippines Corp.       |
| Ilijan          | 1200           | Cycle combiné gaz | 2001            | Batangas (ville) | Batangas, Luçon   | KEPCO                             |
| Santa Rita      | 1036           | Cycle combiné gaz | 1997-2001       | Batangas (ville) | Batangas, Luçon   | First Gas Power Corp,.            |
| Limay           | 620            | Cycle combiné gaz | 1993-94         | Limay (Bataan)   | Bataan, Luçon     | Panasia Energy Holding,           |
| San Lorenzo     | 530            | Cycle combiné gaz | 2002            | Batangas (ville) | Batangas, Luçon   | First Gas Power Corp,.            |
| San Gabriel     | 414            | Cycle combiné gaz | 2016            | Batangas (ville) | Batangas, Luçon   | en construction                   |
| Bauang La Union | 241,5          | Diesel            | 1994-95         | Batangas (ville) | Batangas, Luçon   | First Gen Corp,.                  |
| TMO             | 242            | Diesel            | 1994-95         | Navotas          | Manille, Luçon    | Thema Marine Inc.                 |
| CEDC Coal       | 246            | charbon           | 2014            | Toledo           | Cebu              | CEDC,                             |
| Mindanao Coal   | 232            | charbon           | 2006            | Villanueva       | Misamis oriental  | STEAG State Power Inc.,           |

### Centrales nucléaires

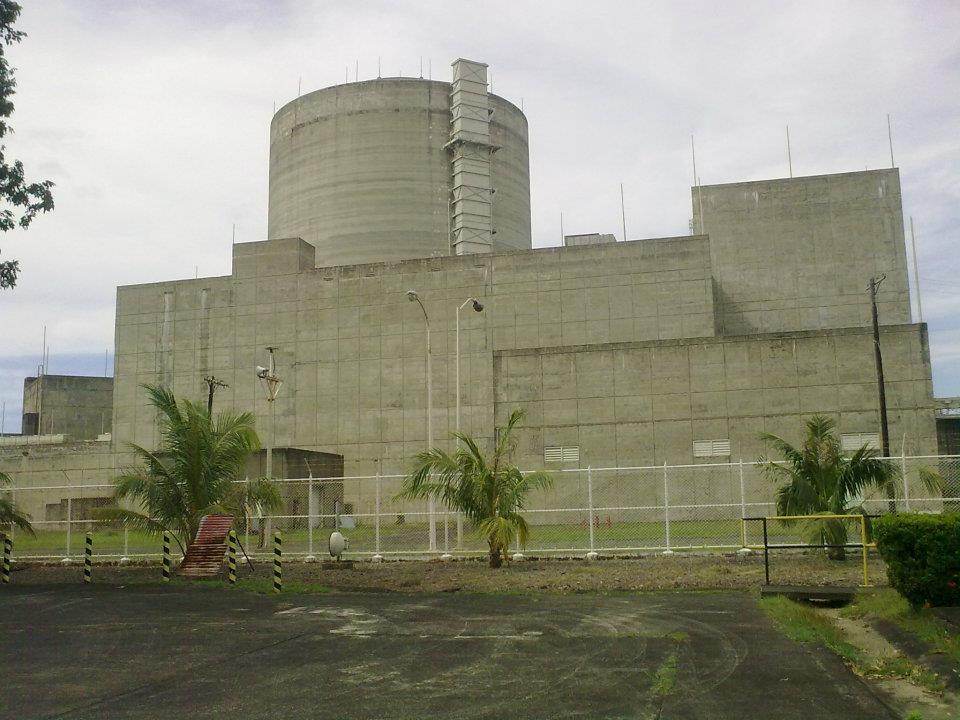
centrale nucléaire de Bataan en décembre 2011.

Le programme nucléaire des Philippines a débuté en 1958 avec la création de la Philippine Atomic Energy Commission (PAEC). En 1963, le réacteur de recherche des Philippines (PRR-1) de 1 MW a divergé pour la première fois. En 1972, le gouvernement commanda une étude de faisabilité pour une centrale nucléaire à Luçon avec l'assistance de l'AIEA et du PNUD.
La centrale nucléaire de Bataan (620 MW) fut construite de 1976 à 1984, sous le règne du dictateur Ferdinand Marcos, dans la péninsule de Bataan au sud-ouest de l'île de Luçon (Philippines), à 100 km de Manille.
En raison de divergences entre les autorités et l’entreprise américaine chargée du projet de construction, Westinghouse Electric Company, elle n’a cependant jamais délivré d’électricité et le gouvernement a renoncé à la mettre en service en 1986 après la chute du régime Marcos.
La construction a laissé au pays une dette estimée à 2,2 milliards de dollars. Les opposants ont accusé le président Marcos et Herminio Disini, un de ses proches qui avait servi d'intermédiaire avec Westinghouse, d'avoir reçu au moins 17 millions de $ de pots-de-vin ; ils invoquent une enquête qui aurait révélé 4 000 défauts et soulignent que le site de la centrale est à neuf kilomètres du volcan Natib situé entre la faille des Philippines et la faille de Luçon Ouest. En 1992, le gouvernement de Corazon Aquino négocia avec Westinghouse un accord transactionnel prévoyant l'abandon des poursuites judiciaires contre Westinghouse et le remboursement de la dette à raison de 40 M$ par an plus 2,9 US$ cents par kWh pendant 30 ans en échange de rabais de 100 M$ sur le coût de mise à niveau de la centrale, ainsi qu'un prêt de 400 M$ de l'Eximbank pour financer cette mise à niveau ; mais le parlement philippin rejeta cet accord. Finalement, un accord transactionnel fut signé en octobre 1995. En mai 1995, le président Ramos annonça un programme nucléaire de 5 000 MW pour 2005 et 25 000 MW pour 2020 ; en décembre 1996, le département de l'Énergie publiait une liste de dix sites possibles pour la construction de centrales nucléaires. Mais l'opposition réussit à empêcher ce projet.
En 2004 la présidente Gloria Macapagal-Arroyo annonça vouloir convertir la centrale nucléaire de Bataan, qui n'a jamais été démarrée, en centrale à gaz.
En 2008, l’Agence internationale de l’énergie atomique (AIEA) a envoyé une équipe d’experts à Bataan sur invitation du gouvernement philippin. Dans ses recommandations, l’AIEA avait alors mis en évidence le fait que la centrale devait faire l’objet d’un examen approfondi par des experts qualifiés. Elle avait également indiqué au gouvernement philippin des exigences générales en vue de développer un programme nucléaire national. Parmi elles, en premier lieu la nécessité de construire une infrastructure adaptée, d’établir des normes de sécurité élevées et de développer un savoir-faire national.
En février 2011, l'entreprise publique National Power Corp a annoncé que le gouvernement philippin allait lui verser 4,2 milliards de pesos philippins (70 millions d'euros) en remboursement des sommes engagées pour la maintenance de la centrale sous cocon de Bataan.
Le ministre de l’Énergie des Philippines, Jericho Petilla, souhaite remettre d’ici fin 2016 une recommandation concernant la procédure à suivre pour la centrale nucléaire à l’arrêt de Bataan ; il se dit même favorable à des capacités de production supplémentaires sur ce site si le projet de Bataan était poursuivi.
Ferdinand Marcos Jr., fils de l’ancien dictateur, a promis de relancer le nucléaire s’il est élu. Il souhaite réexaminer une proposition sud-coréenne pour réhabiliter la centrale nucléaire de Bataan. Le président sortant Rodrigo Duterte a publié un décret en début d’année pour intégrer le nucléaire dans le bouquet énergétique prévu pour le pays.

### Énergies renouvelables
Le Renewable Energy Act de 2008 affirme l'engagement du gouvernement à accélérer l'exploration et le développement des énergies renouvelables. En application de cette loi, le National Renewable Energy Program (NREP) fixe des objectifs détaillés de développement des énergies renouvelables, afin de tripler leur puissance installée en vingt ans, de 5 438 MW en 2010 à 15 304 MW en 2030. La puissance géothermique devrait s'accroître de 1 495 MW (+75 %), celle de l'hydroélectricité de 5 394 MW (+160 %), celle de la biomasse de 277 MW, celle de l'éolien de 2 345 MW et celle du solaire de 284 MW ; des projets d'exploitation de l'énergie des océans sont aussi invoqués (70,5 MW), avec une première centrale en 2018. Une centrale de pompage-turbinage d'eau de mer est prévue pour 2030. La parité réseau est prévue pour le solaire en 2020 et pour l'éolien en 2025.
Pour promouvoir les énergies renouvelables, les incitations ont été mises en place :
- le Renewable Energy Act de 2008 institue le net metering, entré en vigueur en juillet 2013 : les opérateurs électriques doivent racheter aux petits producteurs d'électricité solaire (<100 kW) la part de leur production qui excède leur autoconsommation au coût moyen de production de l'opérateur ;
- le feed-in tariff, approuvé par l'Energy Regulatory Commission en juillet 2012, est une prime versée aux producteurs d'énergies renouvelables (éolien et solaire) pour l'électricité qu'ils injectent sur le réseau ; à 2 centavos par kWh, c'est l'une des plus basses du monde.

#### Hydroélectricité

Centrales hydroélectriques aux Philippines
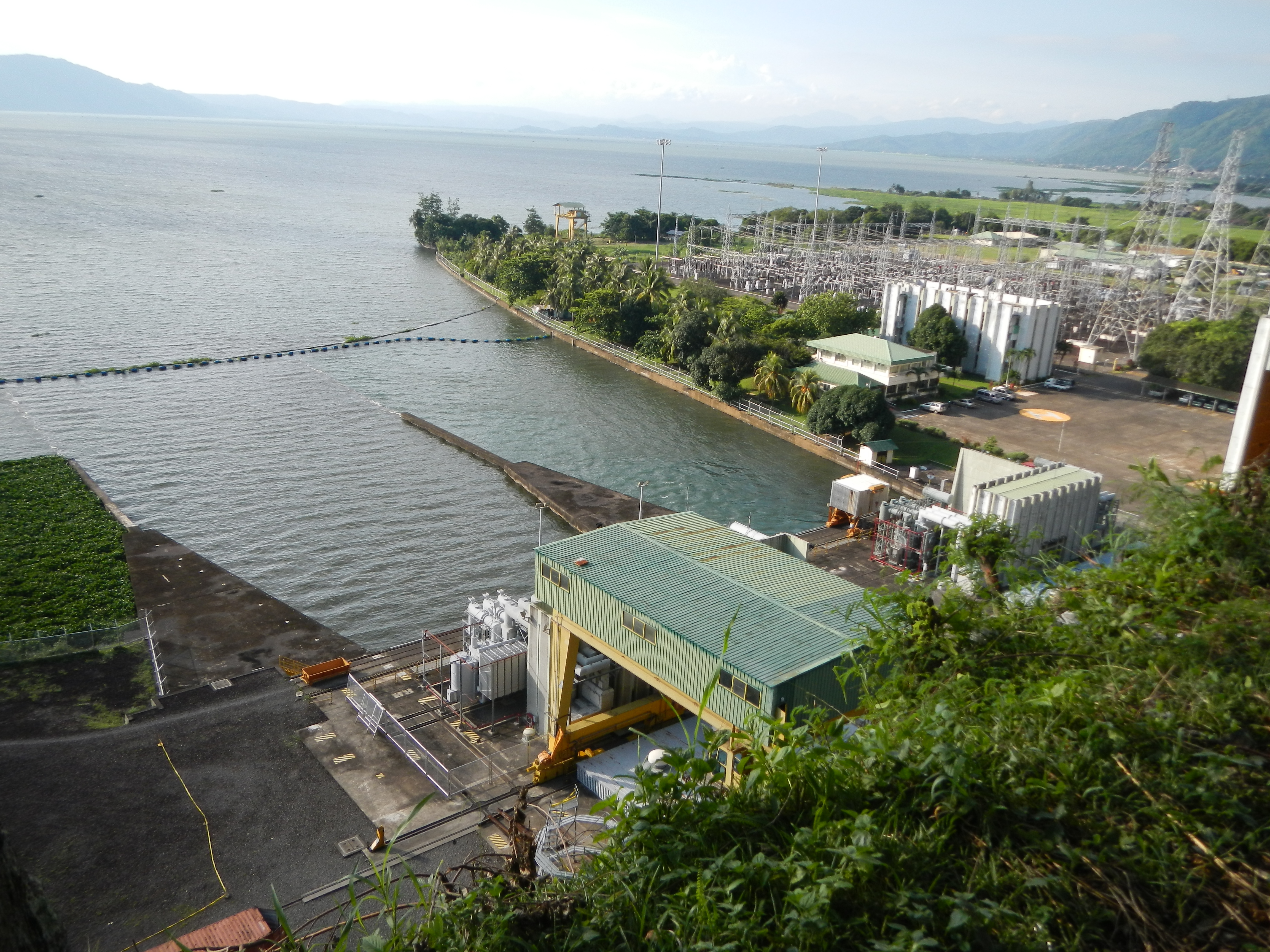
Centrale de Kalayaan, Laguna ; photo : 2013.
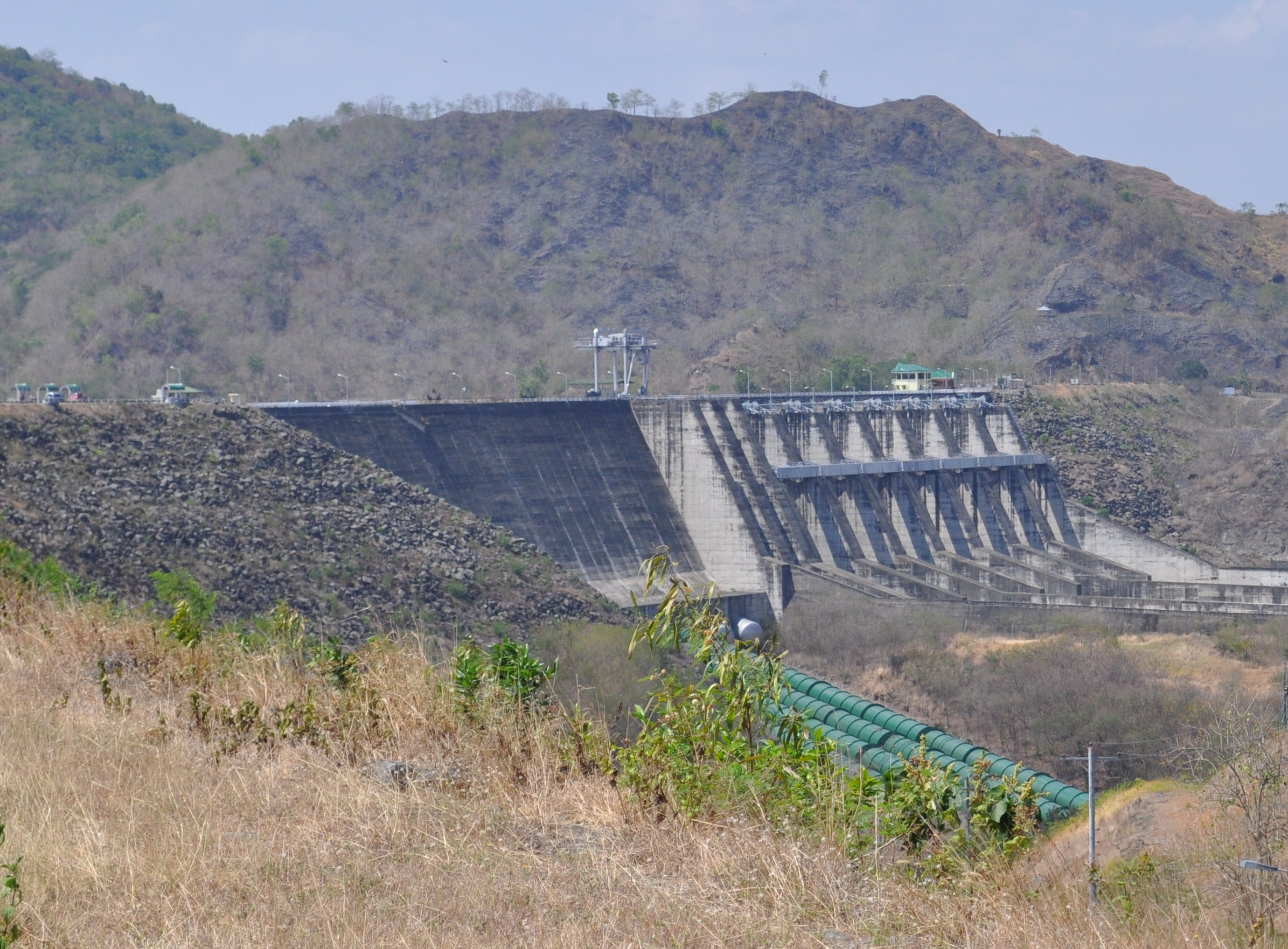
Centrale de Magat ; photo : 2010.
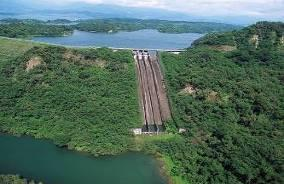
Centrale de Pantabangan, Nueva Ecija ; photo : 2006.

La puissance installée des centrales hydroélectriques aux Philippines atteignait 4 314 MW fin 2018, dont 685 MW de pompage-turbinage ; leur production atteignait 11,09 TWh, au 10e rang de la région Asie orientale-Pacifique ; elles ont produit 7,19 TWh en 2020 et 9,18 TWh en 2021, soit 8,7 % de l'électricité produite dans le pays en 2021 contre 7,1 % en 2020. En 2012, grâce à des précipitations plus abondantes, elles avaient produit 10,25 TWh.
Les Philippines ont mis en service 2 MW en 2018 ; le pays s'est fixé l'objectif d'atteindre 8 724 MW en 2030.
| Centrale                      | Puissance (MW) | Mise en service | Localité                  | Province                 | Propriétaire                      |
| Kalayaan                      | 685            | 1982, 2002-04   | Kalayaan                  | Laguna                   | Jpower, Sumitomo                  |
| Magat                         | 360            | 1984            | Ramon                     | Isabela                  | SN-Aboitiz Power                  |
| San Roque                     | 345            | 2003            | San Manuel et San Nicolas | Pangasinan               | Marubeni/Sithe                    |
| Angat                         | 256            | 1967-1993       | Norzagaray                | Bulacan                  | NPC                               |
| Pulangi IV                    | 255            | 1986            | Maramag                   | Bukidnon (Mindanao)      | NPC                               |
| Agus 6 (Maria Cristina Falls) | 200            | 1953-1977       | Iligan                    | Lanao du Nord (Mindanao) | NPC                               |
| Agus 2                        | 180            | 1979            |                           | Lanao du Sud (Mindanao)  | NPC                               |
| Casecnan                      | 180            | 2001            |                           | Nueva Vizcaya            | CE Casecnan Water & Energy Co Inc |
| Agus 4                        | 158            | 1985            |                           | Lanao du Nord (Mindanao) | NPC                               |
| Binga                         | 132            | 1960-2013       | Itogon                    | Benguet                  | SN-Aboitiz Power                  |
| Pantabangan - Masiway         | 112            | 1977,1980       | Pantabangan               | Nueva Ecija              | First Gen Hydro Power Corp        |
| Atiya (Ambuklao)              | 105            | 2011            | Ambuklao                  | Benguet                  | SN Aboitiz Power Group            |

Le barrage San Roque sur le fleuve Agno sur l'île de Luzon est un aménagement à buts multiples : en plus de la production d'électricité (345 MW), il est utilisé pour l'irrigation, le contrôle des crues et l'amélioration de la qualité des eaux (rétention de sédiments, etc.) ; construit de 1998 à 2003 par San Roque Power Corporation (SRPC) dans le cadre d'un partenariat public-privé avec la société nationale NPC, il sera transféré à NPC à l'échéance de ce contrat (25 ans).
Le barrage de Caliraya, construit de 1939 à 1942, alimentait une centrale de 30 MW ; de 1948 à 1953, des travaux supplémentaires relièrent le lac Caliraya au lac Lumbot et rehaussèrent le barrage ; en 1983 a été construite la centrale de pompage-turbinage de Kalayaan (300 MW) qui utilise la dénivelée de 289 mètres entre le réservoir de Caliraya et la Laguna de Bay, à 60 km au sud de Manille ; en 1990 a été lancée la phase II de Kalayaan (300 MW supplémentaires) ; des extensions sont envisagées pour porter la puissance totale à 2 000 MW. En 2004, la centrale avait deux groupes de 168 MW et deux de 174 MW, soit au total 684 MW.
La centrale de Pulangi IV, sur la rivière Pulangi de l'île de Mindanao, construite de 1982 à 1986, a une puissance installée de 255 MW.

#### Géothermie

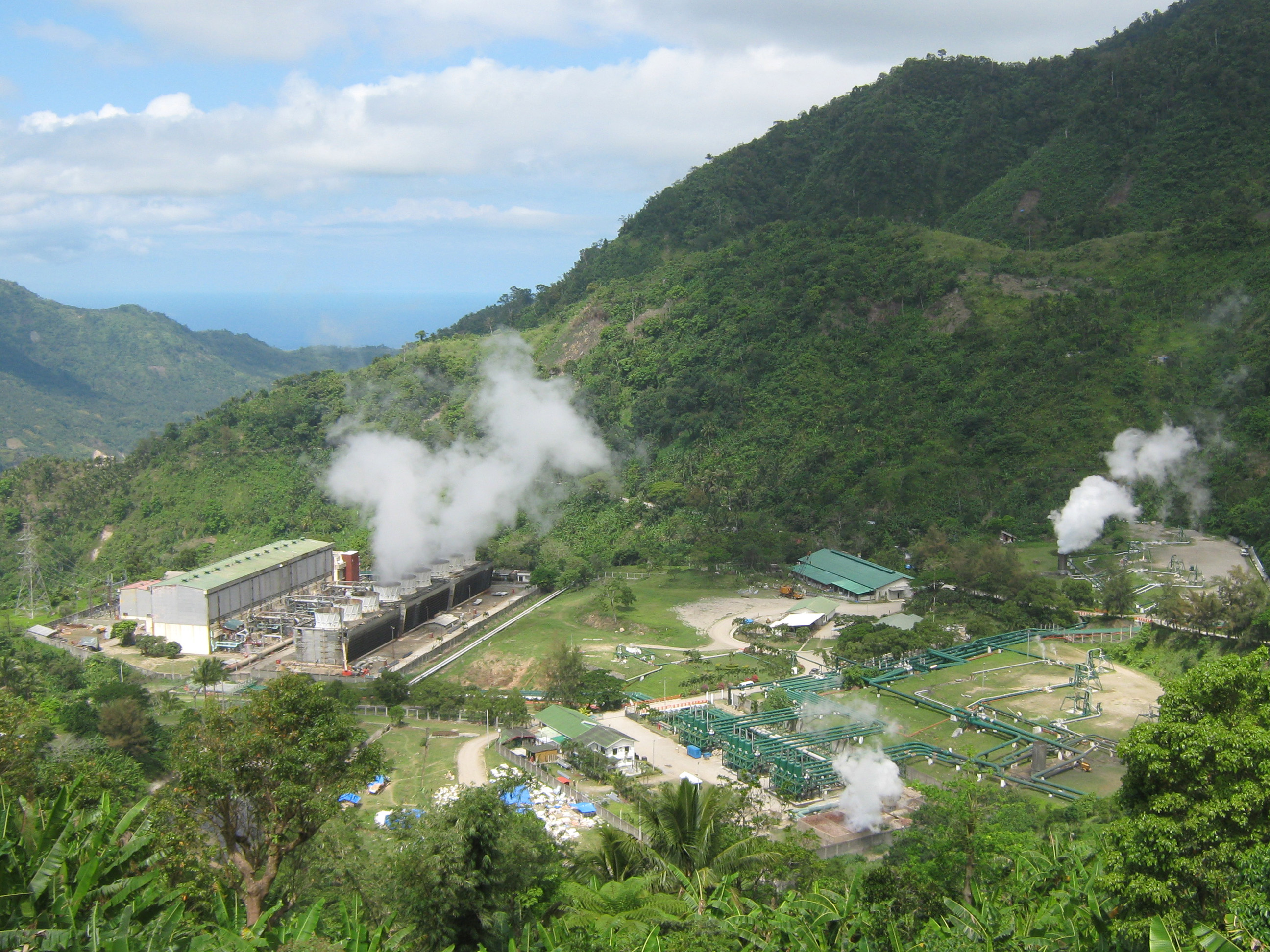
Centrale géothermique de Palinpinon, Puhagan, Valencia, Negros oriental ; photo : 2006.

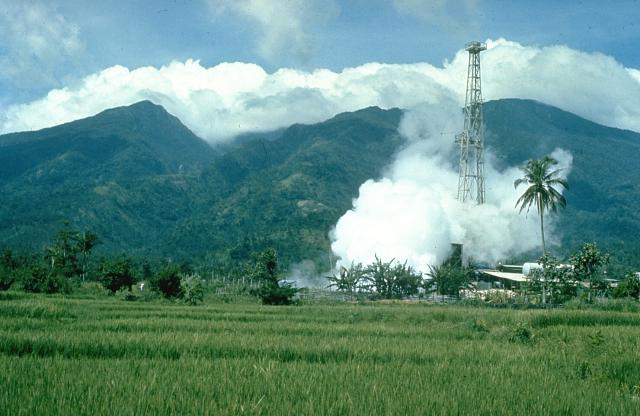
Centrale de Tiwi et Mont Malinao.

Les centrales géothermiques ont produit 10,76 TWh en 2020, soit 10,6 % de l'électricité du pays et 10,68 TWh en 2021 (10,1 %). Les Philippines étaient en 2021 le 4e producteur mondial d'électricité géothermique avec 11,2 % de la production mondiale, derrière les États-Unis (20 %), l'Indonésie (16,6 %) et la Turquie (11,3 %).
La puissance installée des centrales géothermiques des Philippines s'élève à 1 918 MW en 2020, en progression de 2,6 % par rapport à 2018. Elle se situe au 3e rang mondial avec 12 % du total mondial, derrière les États-Unis (3 700 MW) et l'Indonésie (2 289 MW). Depuis 2015, une seule centrale a été ajoutée : Maibarara 2 (12 MW). Les sites potentiels en cours d'exploration sont au nombre de 18. Le potentiel total du pays est estimé à 4 024 MW. Des additions de 91 MW sont prévues d'ici 2026, portant la puissance installée à 2 009 MW ; elle sera alors dépassée par la Turquie (2 600 MW).
Selon l'IGA (International Geothermal Association), la puissance installée des centrales géothermiques des Philippines atteignait 1 870 MW en 2015, en légère baisse depuis le maximum de 1 931 MW atteint en 2005 ; elle représentait 14,8 % du total mondial, au 2e rang mondial derrière les États-Unis (3 450 MW). Elle est passée de 891 MW en 1990 à 1 227 MW en 1995, puis 1 909 MW en 2000 et a peu varié depuis lors.
La première centrale géothermique philippine, d'une puissance de 3 MW, a été mise en service en 1977 sur l'île de Leyte. La production à échelle commerciale commença en 1979 avec la mise en service d'une centrale de 110 MW sur le champ de Tiwi dans la province d'Albay au sud-est de l'île de Luçon.
| Centrale                     | Puissance (MW) | Mise en service        | Localité             | Province            | Propriétaire |
| Leyte                        | 716            |                        | Ormoc                | Leyte               | EDC          |
| Makban (Makiling-Banahaw)    | 458            | 1979, 1980, 1984, 1996 | Bay, Laguna          | Laguna              | Chevron      |
| Tiwi                         | 234            | 1979                   | Tiwi                 | Albay               | Chevron      |
| Palinpinon                   | 192,5          | 1983, 1993-1994, 1995  | Valencia             | Negros oriental     | EDC          |
| Bacman I & II (Bacon-Manito) | 130            | 1993-98                | Sorsogon             | Sorsogon            | EDC          |
| Mindanao I & II              | 106            |                        | Kidapawan (Mont Apo) | Cotabato (province) | EDC          |
| Negros nord                  | 49             | 2007                   | volcan Kanlaon       | Negros occidental   | NPC          |

Le champ de production géothermique de Leyte comprend cinq centrales :
- Malitbog (232,5 MW), mis en service en 1996 ;
- Tongonan 1 (112,5 MW) ;
- Mahanagdong (180 MW) ;
- Upper Mahiao (125 MW) ;
- Leyte optimization (50,9 MW).

Le typhon Yolanda a gravement endommagé ces centrales 'en particulier leurs tours de refroidissement) en novembre 2013, privant le système électrique de 650 MW.

#### Biomasse
La production des centrales à biomasse atteignait 212 GWh en 2013, soit 0,28 % de la production totale d'électricité, dont 60 GWh à Luçon, 106 GWh dans les Visayas et 47 GWh à Mindanao.
La centrale Rodriguez Landfill (7,6 MW), mise en service en 2009 à Rizal (Cagayan) par Montalban Methane Power Corp, est la première centrale à gaz de décharge de taille commerciale aux Philippines.

#### Éolien
La production éolienne atteignait 1 269 GWh en 2021, soit 1,2 % de la production totale d'électricité ; en 2020, elle était de 1 026 GWh (1,0 %), dont la totalité à Luçon.
La puissance installée éolienne des Philippines s'élève fin 2022 à 593 MW, au 9e rang en Asie, loin derrière la Chine (441 100 MW), l'Inde (44 736 MW), le Japon (5 214 MW), le Vietnam (4 798 MW) et la Corée du sud (1 967 MW). Les nouvelles installations de 2023 sont de 150 MW. Le plan énergétique philippin prévoit des scénarios de développement de l'éolien en mer de 19 à 50 GW en 2050. Le Département de l'énergie a déjà approuvé 85,6 GW de projets en décembre 2023, dont 63 GW en mer. Les appels d'offres de 2022 et 2023 ont sélectionné 1,7 GW de projets à terre qui devraient entrer en service d'ici 2026.
En 2022, la puissance installée éolienne est de 443 MW, sans changement depuis 2020. Le gouvernement a levé les restrictions sur la propriété d'étrangers dans les énergies renouvelables et a accordé plus de 50 contrats de services énergétiques éoliens pour plus de 40 GW de projets éoliens en mer, mais il lui reste à établir une réglementation pour les activités des parcs en mer.
Malgré la stagnation du marché éolien de 2017 à 2020, le pays a 5 GW de projets en développement et 132 MW de mises en service sont prévues en 2021 ; un appel d'offres pour les énergies renouvelables est annoncé en 2021.
Les Philippines se situaient fin 2018 au 8e rang en Asie pour leur puissance installée éolienne avec 427 MW, très loin derrière la Chine (211 392 MW) et l'Inde (35 129 MW). Elles n'ont réalisé aucune nouvelle installation au cours des années 2017 et 2018. Le potentiel éolien du pays est estimé à 76 GW ; l'objectif 2030 de 2,35 GW, fixé en 2011 par le National Renewable Energy Program (NREP) parait donc modeste.
La base de données The Windpower recense 9 parcs éoliens philippins totalisant 390 MW en février 2016, et donne leur liste exhaustive.
| Centrale                                        | Puissance (MW) | Mise en service | Localité      | Province     | Propriétaire                    |
| Wind Energy Power System (Philippine Wind Farm) | 48             |                 | Puerto Galera | Mindoro      | [ 43 ]                          |
| Bangui                                          | 33             | 2005            | Bangui        | Ilocos Norte | ,                               |
| Burgos                                          | 150            | novembre 2014   | Burgos        | Ilocos Norte | Energy Development Corporation, |
| Caparispisan                                    | 81             | 2014            |               | Ilocos Norte | UPC Asia                        |

Le National Renewable Energy Program (NREP) prévoit l'installation de 2 345 MW d'éolien entre 2011 et 2030, répartis entre 57 projets de parcs, dont 45 à Luçon (2 103 MW), 11 dans les Visayas (227 MW) et un à Mindanao (15 MW). Les projets les plus importants sont ceux de Prieto Diaz II (420 MW), Pasuquin (120 MW), Mt. Redondo (112 MW), North Pasuquin (100 MW) et Mercedes (100 MW).

#### Solaire
La production d'électricité solaire atteignait 1 469 GWh en 2021, soit 1,4 % de la production totale d'électricité.
| Année | Production (GWh) | Accroissement | Part prod.élec. |
| 2014  | 17               |               | 0,02 %          |
| 2015  | 139              | +718 %        | 0,2 %           |
| 2016  | 1 097            | +689 %        | 1,2 %           |
| 2017  | 1 201            | +9 %          | 1,3 %           |
| 2018  | 1 249            | +4 %          | 1,3 %           |
| 2019  | 1 246            | -0,2 %        | 1,2 %           |
| 2020  | 1 372            | +10 %         | 1,3 %           |
| 2021  | 1 469            | +7 %          | 1,2 %           |

Les Philippines ont installé 1,1 GWc en 2020, 756 MWc installés en 2016, portant la puissance installée à 1,4 GWc à la fin de 2017.
Le National Renewable Energy Program (NREP) prévoyait l'installation de 284 MW de solaire entre 2011 et 2030, répartis entre 20 projets de parcs, dont 15 à Luçon (228 MW), 3 dans les Visayas (34 MW) et 2 à Mindanao (22 MW). Les projets les plus importants sont ceux de Pasuquin-Burgos (50 MW), Clark Freeport Zone (50 MW) et Cavite Export Zone (50 MW).
Une ferme solaire d'une puissance totale de 132 MWc, la plus grande installée en Asie du Sud-Est, a été construite de mai 2015 à mars 2016 sur l'île de Negros par Bouygues Construction ; plus de 425 000 panneaux ont été posés sur une surface de 170 ha ; la centrale aura une production annuelle de 190 GWh.

### Consommation finale d'électricité
La consommation d'électricité par habitant s'élève en 2021 à 0,8 MWh aux Philippines, soit 22 % de la moyenne mondiale : 3,6 MWh. Elle est inférieure de 88 % à celle de la France, de 90 % à celle du Japon et de 94 % à celle des États-Unis.
La répartition par secteur de la consommation finale d'électricité a évolué comme suit :
| Secteur                                                  | 1990  | %    | 2000 | %    | 2010 | %    | 2020  | %    | 2021  | % 2021 | var. 2021/1990 |
| Industrie                                                | 9,94  | 46,9 | 13,2 | 36,1 | 18,6 | 33,6 | 25,57 | 30,7 | 27,62 | 31,6 % | +178 %         |
| Transport                                                | 0     |      | 0,06 | 0,2  | 0,1  | 0,2  | 0,08  | 0,1  | 0,10  | 0,1 %  | ns             |
| Résidentiel                                              | 5,61  | 26,4 | 12,9 | 35,3 | 18,8 | 34,1 | 34,29 | 41,2 | 34,98 | 40,0 % | +524 %         |
| Tertiaire                                                | 5,16  | 24,3 | 10,1 | 27,7 | 16,3 | 29,4 | 20,73 | 24,9 | 21,12 | 24,2 % | +309 %         |
| Agriculture                                              | 0,50  | 2,4  | 0,3  | 0,8  | 1,3  | 2,4  | 2,27  | 2,7  | 3,17  | 3,6 %  | +531 %         |
| Pêche                                                    | 0     |      | 0    |      | 0,2  | 0,3  | 0,31  | 0,4  | 0,43  | 0,5 %  | ns             |
| Total                                                    | 21,21 | 100  | 36,6 | 100  | 55,3 | 100  | 83,24 | 100  | 87,41 | 100 %  | +312 %         |
| Source des données : Agence internationale de l'énergie. |       |      |      |      |      |      |       |      |       |        |                |

## Impact environnemental

### Émissions de gaz à effet de serre
En 2021, les émissions de gaz à effet de serre (GES) liées à l'énergie aux Philippines s'élevaient à 137 Mt CO2eq, soit 0,4 % des émissions mondiales, loin derrière la Chine (30,3 %), les États-Unis (13,4 %), l'Union européenne (7,1 %) et le Japon (2,7 %).
|                                                       | 1971 | 1990 | 2021  | var. 2021/1971 | var. 2021/1990 | var.Monde 2021/1990 | part en 2021 |
| Émissions GES liées à l'énergie                       | 26   | 40   | 137   | +427 %         | +242 %         | +60 %               |              |
| Émissions GES par combustion de combustibles fossiles | 26,3 | 40,3 | 135,7 | +416 %         | +237 %         | +62,6 %             | 100 %        |
| dont charbon                                          | 0    | 4,4  | 75,6  | -              | +1618 %        | +81 %               | 55,7 %       |
| dont pétrole                                          | 24,2 | 33,1 | 51,1  | +111 %         | +54 %          | +26 %               | 37,7 %       |
| dont gaz naturel                                      | 0    | 0    | 6,7   | -              | -              | +105 %              | 4,9 %        |
| Source : Agence internationale de l'énergie           |      |      |       |                |                |                     |              |

### Émissions deCO2liées à la consommation d'énergie
Selon l'Energy Institute, les émissions de CO2 liées à l'énergie aux Philippines ont atteint 146,5 Mt en 2022, en hausse de 7,9 % en 2022 et de 76 % depuis 2012. Elles représentent 0,4 % des émissions mondiales, loin derrière la Chine (30,9 %), les États-Unis (14 %), l'Inde (7,6 %) et la Russie (4,2 %).
Selon l'Agence internationale de l'énergie, les Philippines ont émis en 2021 132,2 Mt dioxyde de carbone par combustion d'énergies fossiles, soit 0,4 % des émissions mondiales, loin derrière la Chine (10 682,8 Mt, soit 31,8 %), les États-Unis (13,6 %), l'Inde (6,8 %) ou le Japon (3,0 %). Ses émissions par habitant s'élèvent à 1,16 tonnes, inférieures de 73 % à la moyenne mondiale : 4,26 t, de 85 % à celle de la Chine : 7,54 t, de 85 % à celle du Japon : 7,91 t et de 92 % à celle des États-Unis : 13,76 t.
|                            | 1971 | 1990 | 2021 | var. 2021/1971 | var. 2021/1990 | var.UE27 2021/1990 |
| Émissions/habitant (t CO2) | 0,62 | 0,60 | 1,16 | +87 %          | +93 %          | -30,4 %            |

| | Émissions 2021      | part du secteur | Émissions/habitant | Émiss./hab. UE-27 |
| Secteur | Millions tonnes CO2 | %               | tonnes CO2/hab.    | tonnes CO2/hab.   |
| Secteur énergie hors élec. | 0,5                 | 0,4 %           | 0,004              | 0,37              |
| Industrie et construction | 36,4                | 27,5 %          | 0,32               | 1,50              |
| Transport | 31,9                | 24,1 %          | 0,28               | 1,74              |
| dont transport routier | 28,6                | 21,6 %          | 0,25               | 1,64              |
| Résidentiel | 33,4                | 25,3 %          | 0,29               | 1,21              |
| Tertiaire | 26,2                | 19,8 %          | 0,23               | 0,74              |
| Total | 132,2               | 100 %           | 1,16               | 5,76              |
| Source : Agence internationale de l'énergie * après ré-allocation des émissions de la production d'électricité et de chaleur aux secteurs de consommation. |                     |                 |                    |                   |